# SEG 64...104
Die Lokomotiven SEG 64...104 waren Straßenbahnlokomotiven, die 1889 bis 1899 von der Süddeutschen Eisenbahn-Gesellschaft (SEG) von eingegliederten Bahnbetrieben übernommen wurden. Die Lokomotiven wurden ab 1889 von Eisenbahnkonsortien, an denen Herrmann Bachstein beteiligt war, in Dienst gestellt. Sie waren auf der Dreiecksbahn Mannheim–Weinheim–Heidelberg sowie den Straßenbahnen in Mainz, Wiesbaden, Karlsruhe und Darmstadt im Einsatz.
Die Lokomotiven wurden bis in die 1950er Jahre eingesetzt und dann ausgemustert sowie verschrottet. Eine Lokomotive, die ehemalige SEG 102, Henschel-Fabriknummer 3618, kam 1968 zur DGEG nach Bochum, 1975 als Ausstellungsstück an das DGEG-Schmalspurmuseum Viernheim und ging 1989 an das Landesmuseum für Technik und Arbeit in Mannheim.

## Geschichte
Im Jahr 1889 wurden von Henschel & Sohn neun Lokomotiven  an die durch die Centralverwaltung der Verkehrsbetriebe Bachstein betriebenen Straßenbahnen geliefert. Auf Grund der Einsatzstatistik bei der SEG werden folgende Beheimatungen angenommen:
| Nummer | Ersteinsatz                           | weitere Einsätze                      |
| ------ | ------------------------------------- | ------------------------------------- |
| 64     | Darmstädter Straßen- und Vorortbahnen |                                       |
| 65     | Karlsruher Lokalbahn                  |                                       |
| 66     | Straßenbahn Wiesbaden–Biebrich        | 1907 an Mannheim                      |
| 67     | Straßenbahn Wiesbaden–Biebrich        | 1906 an Mannheim                      |
| 68     | Karlsruher Lokalbahn                  |                                       |
| 69     | Mainzer Vorortbahnen                  | 1914 an Zell–Todtnau                  |
| 70     | Straßenbahn Wiesbaden–Biebrich        |                                       |
| 71     | Straßenbahn Wiesbaden–Biebrich        |                                       |
| 72     | Karlsruher Lokalbahnen                |                                       |
| 75     | Dreiecksbahn                          | Oberrheinische Eisenbahn-Gesellschaft |
| 76     | Dreiecksbahn                          | Oberrheinische Eisenbahn-Gesellschaft |
| 77     | Dreiecksbahn                          | Oberrheinische Eisenbahn-Gesellschaft |
| 78     | Dreiecksbahn                          | Oberrheinische Eisenbahn-Gesellschaft |
| 79     | Dreiecksbahn                          | Oberrheinische Eisenbahn-Gesellschaft |
| 80     | Dreiecksbahn                          | Oberrheinische Eisenbahn-Gesellschaft |
| 81     | Dreiecksbahn                          | Oberrheinische Eisenbahn-Gesellschaft |
| 82     | Dreiecksbahn                          | Oberrheinische Eisenbahn-Gesellschaft |
| 83     | Straßenbahn Wiesbaden–Biebrich        |                                       |
| 84     | Straßenbahn Wiesbaden–Biebrich        |                                       |
| 85     | Straßenbahn Wiesbaden–Biebrich        |                                       |
| 86     | Straßenbahn Wiesbaden–Biebrich        |                                       |
| 87     | Straßenbahn Wiesbaden–Biebrich        |                                       |
| 88     | Straßenbahn Wiesbaden–Biebrich        |                                       |
| 96     | Mainzer Vorortbahnen                  |                                       |
| 97     | Mainzer Vorortbahnen                  |                                       |
| 98     | Mainzer Vorortbahnen                  |                                       |
| 99     | Mainzer Vorortbahnen                  |                                       |
| 100    | Mainzer Vorortbahnen                  |                                       |
| 101    | Dreiecksbahn                          | Oberrheinische Eisenbahn-Gesellschaft |
| 102    | Dreiecksbahn                          | Oberrheinische Eisenbahn-Gesellschaft |
| 104    | Dreiecksbahn                          | Oberrheinische Eisenbahn-Gesellschaft |

Später wurden die Lokomotiven auch auf anderen Strecken der Süddeutschen-Eisenbahn-Gesellschaft eingesetzt.
Die SEG 69 verkehrte bis 1902 auf den Mainzer Vorortbahnen. 1902 kam sie zur Karlsruher Lokalbahn, wo auch schon die Lok 72 aus der gleichen Serie im Einsatz war. 1914 wurde sie an die Bahnstrecke Zell–Todtnau abgegeben, wo sie die zuvor dort eingesetzte SEG 93 ablöste. Durch Außenrahmen und Innentriebwerk war die Wartung gegenüber der Vorgängermaschine komplizierter. 1928/29 wurde die Lokomotive wieder abgegeben, die weitere Verwendung ist nicht bekannt.
Die Lokomotiven SEG 66, 75–82, 101, 102 und 104 verkehrten auf der Dreiecksbahn Mannheim–Weinheim–Heidelberg und gingen mit der Strecke auf die Oberrheinischen Eisenbahn-Gesellschaft über. Sie verkehrten bis etwa 1930 im Personenzugdienst. Als die Beschwerden der Anwohner wegen Rauchbelästigung zunahmen, wurden einige davon ausgemustert, die restlichen wurden für den Güterverkehr in den Randgebieten verwendet. Dort waren einige, wie die erhalten gebliebene OEG 102, bis 1955 im Einsatz und wurden dann ausgemustert. Die erhalten gebliebene Lokomotive war in Edingen beheimatet und wurde noch bis 1967 zu besonderen Anlässen mit zwei Personenwagen zu Sonderfahrten verwendet. 1968 kam sie zur Deutschen Gesellschaft für Eisenbahngeschichte.

## Technik
Vom Aufbau her waren die Lokomotiven robust und kompakt. Anfangs wurden sie mit Außenrahmen und Innentriebwerk gefertigt, obwohl dadurch die Wartung erschwert wurde. Die Lokomotiven für die SEG wurden mit liegendem Kessel und Dachkondensator gebaut. Sie hatten eine vollständige Verkleidung der Radkästen und Eckfenster. Der Führerstand besaß unterschiedliche Ausführungen mit oder ohne Fenster in der Stirnseite. Hinten am Führerhaus befand sich ein Aufstieg.
Ab 1885 wurden mehrere Varianten bezüglich Achsstand, Raddurchmesser, Leistung des Kessels und der Zugkraft hergestellt. Anfangs waren die Lokomotiven mit einer Allan-Steuerung versehen, später erhielten sie eine Joysteuerung. Außerdem waren sie mit einem auf dem Dach platzierten Rohrkondensator ausgerüstet, der je nach Bedarf zu- oder abgeschaltet werden konnte. Dadurch konnte der Abdampf durch Kondensation niedergeschlagen werden.
Der Kastenaufbau besaß ursprünglich große seitliche und an den Stirnwänden befindliche unverglaste Öffnungen. Um das Fahrpersonal vor den Wetterunbilden zu schützen, erhielten sie später in den Stirnseiten eine Front mit mehreren verglasten Öffnungen. Die Vorräte waren in einem Behälter hinter dem Stehkessel gelagert. Zwei kleinere, rechts und links neben dem Kessel liegende, Behälter nahmen weitere Wasservorräte auf. Die Feuertür befand sich aus Platzgründen in Fahrtrichtung links neben dem Stehkessel. Die Luftpumpe saß neben dem Schornstein oberhalb der Rauchkammer. Die Lokomotive war mit Dampfpfeife und Läutewerk ausgerüstet und hatte eine Hand- und ein Druckluftbremse. Die Fahrzeuge der OEG wurden neben der Mittelpufferkupplung nachträglich mit der automatischen Scharfenbergkupplung mit nur 400 mm Höhe zur Kupplung von Reisezugwagen versehen.